# گروسنز (تورینگن)
گروسنز (به آلمانی: Großensee) یک منطقهٔ مسکونی در آلمان است که در وارتبورگکرایس واقع شده‌است. گروسنز ۲۲۷ نفر جمعیت دارد.